# Typhoons
Typhoons (en español: Tifones) es el tercer álbum de estudio del dúo británico Royal Blood. Fue publicado el 30 de abril de 2021  través de Warner Records. Siendo grabado entre inicios de 2019 hasta finales de 2020, el álbum presenta un cambio notable en el sonido de la banda, combinando su música alternativa y hard rock con elementos de dance-rock y disco. Tres sencillos fueron lanzados antes de la publicación del álbum; «Trouble's Coming», «Typhoons» y «Limbo», además del sencillo promocional «Boilermaker».
En su primera semana, el álbum obtuvo ventas de 32 000 dentro del Reino Unido, otorgándole al dúo su tercer «número uno» consecutivo.

## Antecedentes
Luego de publicar How Did We Get So Dark? en 2017, se embarcaron como teloneros de Queens of the Stone Age en su gira promocional por Villains, donde terminaron pasando el tiempo bebiendo tequila en medio de los descansos. Debido a esto, el vocalista Mike Kerr empezó a empeorar su adición al alcohol, incluso teniendo problemas para componer canciones, descartando un total de 60 luego de la publicación de su segundo álbum.
Kerr destaca una presentación en Cincinnati a mediados de 2018 donde estuvo ebrio, con ello decidió dejar el alcohol de manera definitiva en su estadía en Las Vegas, luego de beber un Martini espresso. Luego de beber su descrita «última bebida», descargó una app para contabilizar sus días sobrios y planear unos objetivos para el día a día, con una publicación en febrero de 2021 mostrando su moneda de sobriedad, comentando: “dos años sobrio; un día a la vez”.

## Concepto
De manera introspectiva, Kerr comenta que si no hubiera dejado el alcohol “un nuevo álbum o la banda no existiría”. Con esa nueva mentalidad, el estilo de la banda se enfoco en un estilo más dance rock, tomando aspectos de la escena musical french house como Daft Punk, Justice y Philippe Zdar. Durante la promoción de «Trouble's Coming», comentaron que su música había tomado algo más de color, describiendo el material como “un hibrido AC/Disco”.
A pesar del estilo más bailable, comentan que las letras poseen una mirada más personal y vulnerable, algo que Kerr tuvo conflictos internos al intentar componer dicho material. Con la cuarentena mundial, destacan que el rumbo del álbum fue cambiado, ya que no había muchas limitaciones en cuanto al tiempo trabajado en el álbum, y que eso permitió la composición de una nueva canción con algunas letras relacionadas al encierro. En cuanto a la producción, la mayoría fue autoproducida por el dúo, con la excepción de Paul Epworth en «Who Needs Friends», y Josh Homme, quien produjo «Boilermaker».

## Grabación
Royal Blood comenzó a grabar su tercer álbum de estudio a inicios de 2019, de manera intermitente. A mediados de aquel año, comenzaron una gira consistiendo de conciertos íntimos en el Reino Unido, además de apariciones en festivales tales como el Festival de Reading y Leeds. Reanudaron la grabación más tarde ese año luego de una gira europea. En esas presentaciones fue donde estrenaron dos canciones nuevas en directo, «Boilermaker» y «King». Sobre la omisión de «King» y «Space» en la edición estándar del álbum, Kerr describe que ambas canciones no encajaban con el sonido más bailable y colorido de las otras piezas musicales.
La grabación siguió hasta comienzos de 2020, donde se vio forzado a ser pausado debido a la pandemia de COVID-19 que impactó al Reino Unido. La banda escribió canciones adicionales durante ese período: «Typhoons», «Limbo», «Mad Visions» y «Oblivion». Dos de esas canciones fueron descritas por Kerr como “las mejores dos canciones en el álbum”.

## Promoción

### Sencillos
- «Trouble's Coming» fue publicado el 24 de septiembre de 2020, siendo presentado como el sencillo principal de su nuevo material musical.[9] El video para el sencillo fue estrenado el 23 de octubre,[17] y en el mismo mes fue incluido en las banda sonoras de los videojuegos de EA Sports: NHL 21 y FIFA 21.[18][19] La canción pasó a ser un éxito comercial, alcanzando la octava posición en las listas de Escocia,[20] y la posición número 46 en el Reino Unido.[21]

- «Typhoons» fue publicado el 21 de enero del 2021, junto al anuncio del nombre de su tercer álbum, su lista de canciones y fecha de publicación.[22] Un video musical fue publicado el 28 de enero.[23] El sencillo alcanzó la posición número 63 en el Reino Unido,[24] además de la segunda posición en la lista de sencillos de Rock y Metal del mismo país.[25] La canción fue incluida como parte de la banda sonora del videojuego de WWE 2K22.

- «Limbo» fue publicado el 25 de marzo de 2021 como el tercer sencillo desprendido.[26]

- «Boilermaker» fue publicado el 13 de abril del 2021 junto a un vídeo musical.

## Lista de canciones
Todas las letras escritas por Mike Kerr, excepto por «Who Needs Friends» junto a Joe Keogh, toda la música compuesta por Royal Blood. 
| N.º   | Título               | Duración |  |
| 1.    | «Trouble's Coming»   | 3:48     |  |
| 2.    | «Oblivion»           | 2:41     |  |
| 3.    | «Typhoons»           | 3:57     |  |
| 4.    | «Who Needs Friends»  | 3:10     |  |
| 5.    | «Million and One»    | 4:18     |  |
| 6.    | «Limbo»              | 4:53     |  |
| 7.    | «Either You Want It» | 3:00     |  |
| 8.    | «Boilermaker»        | 3:29     |  |
| 9.    | «Mad Visions»        | 3:09     |  |
| 10.   | «Hold On»            | 3:14     |  |
| 11.   | «All We Have Is Now» | 2:33     |  |
| 38:11 |                      |          |  |

| Edición deluxe digital |         |          |  |
| N.º                    | Título  | Duración |  |
| 12.                    | «Space» | 4:04     |  |
| 13.                    | «King»  | 3:24     |  |
| 45:39                  |         |          |  |

## Personal
Royal Blood
- Mike Kerr – voz principal, teclados, coros, bajo (1–10), clavicordio (6), sintetizador (7).
- Ben Thatcher – batería, percusión (1–10).

Músicos adicionales
- Bobbie Gordon – coros (1, 4, 9), voces adicionales (2).
- Jodie Scantlebury – voces adicionales (2), coros (4, 9).

Personal adicional
- Josh Homme – producción (8).
- Joe LaPorta – masterización.
- Matty Green – mezclas (1, 3–8, 10).
- Pete Hutchings – mezclas, ingeniero (2, 9); ingeniero vocal (1).
- Riley MacIntyre – ingeniero (1, 4, 11).
- Matt Wiggins – ingeniero (3, 5–7, 10).
- Mark Rankin – ingeniero (8).
- Claude Vause – ingeniero asistente (1, 5, 10).
- Marcus Lococok – ingeniero asistente (1, 3, 5, 6, 10).
- Luke Pickering – ingeniero asistente (4, 5, 11).
- Justin Smith – ingeniero asistente (8).

## Posicionamiento en listas
| Listas (2021)                           | Mejor posición |
| --------------------------------------- | -------------- |
| Alemania (Offizielle Top 100)           | 20             |
| Australia (ARIA Charts)                 | 5              |
| Austria (Ö3 Austria)                    | 17             |
| Bélgica (Ultratop Flandes)              | 4              |
| Bélgica (Ultratop Wallonia)             | 3              |
| Canadá (Canadian Albums)                | 35             |
| Escocia (Scottish Albums)               | 1              |
| España (Top 100 Álbumes)                | 56             |
| Estados Unidos (Billboard 200)          | 48             |
| Estados Unidos (Top Alternative Albums) | 4              |
| Estados Unidos (Top Hard Rock Albums)   | 3              |
| Estados Unidos (Top Rock Albums)        | 7              |
| Francia (SNEP)                          | 30             |
| Finlandia (Suomen virallinen lista)     | 29             |
| Hungría (Top 40 slágerlista)            | 8              |
| Irlanda (Irish Albums)                  | 1              |
| Italia (FIMI)                           | 44             |
| Nueva Zelanda (Official Top 40)         | 6              |
| Países Bajos (Album Top 100)            | 5              |
| Polonia (ZPAV)                          | 12             |
| Portugal (AFP)                          | 13             |
| Reino Unido (UK Albums)                 | 1              |
| República Checa (ČNS IFPI)              | 79             |
| Suiza (Schweizer Hitparade)             | 9              |

| Listas (2021)           | Posición |
| ----------------------- | -------- |
| Reino Unido (UK Albums) | 81       |

## Certificaciones
| País (Certificador) | Certificación | Ventas certificadas |
| --- | ------------- | ------------------- |
| Reino Unido (BPI) | Oro           | 100 000*            |
| ^cifras de envíos basadas únicamente en la certificación xcifras no especificadas basadas únicamente en la certificación |               |                     |